# Razas de la Galaxia Pegaso
En el universo ficcional de Stargate, hay un gran número de Razas de la Galaxia Pegaso. Estas aparecen principalmente en la serie Stargate Atlantis que transcurre en dicha galaxia.

## Razas humanas

### Antiguos (Alteranos)
Son humanos que viven en naves heredadas de sus predecesores humanos que escaparon de los espectros milenios atrás. Son más avanzados que la mayoría de los humanos de la galaxia Pegaso.

### Athosianos
Los athosianos fueron la primera raza con que se toparon los humanos. Teila es athosiana.

### Ballkans
Una civilización de la Edad Media que comerciaba con los athosianos. Algunos Satedans huyeron hacia este planeta después de que su ciudad cayera (“Trinity”).

### Daganian
Son los supervivientes del pueblo Sudarian que habitaba en aquel planeta protegido por los Quindosan, que eran quince monjes a los que les fue entregado un MPC, al que ellos llamaban "Potencia", para protegerlo. Los Espectros los exterminaron, y acabaron con la Hermandad Quindosan que lograron ocultar el MPC entregado por los Antiguos a la espera de que estos volvieran a reclamarlo.
Cuando el equipo de Sheppard llegó al planeta, encontró a un grupo humano que espera la llegada de Los Antiguos para reclamar el MPC que estaban buscando. Les explicaron que solo tenían tres piedras de las nueve, y que en su día desaparecieron los cinco protectores y el maestro que cuidaba el MPC por medio de nueve piedras. Su pueblo había estado buscándolas todo este tiempo. El equipo de Atlantis ayudó a encontrar el MPC, pero los Dagans se lo llevaron, porque aunque el equipo proviniera de Atlantis, no eran Antiguos.

### Genii
Es una civilización que aparentemente es rural. Realmente están más avanzados y lo ocultan para que los Wraith no los vean como una amenaza. En los subterráneos de la aldea tienen instalaciones de investigación para conseguir una bomba nuclear. Gracias a Rodney McKay consiguen adelantar sus investigaciones muchos años. Sus científicos sufren importantes lesiones por las radiaciones debido a defectuoso aislamiento de sus instalaciones nucleares.Tienen una red de espionaje por toda la galaxia Pegaso. En ocasión del ataque de los Wraith a Atlantis prestan una bomba nuclear a los de Atlantis. En varias ocasiones pactan y traicionan a los de Atlantis y en una ocasión la ocupan militarmente pero el teniente coronel John Sheppard lo impide.

### Hoffanos
Una raza de humanos que tienen un nivel tecnológico similar a los principios del siglo XIX en la Tierra, un miembro de la expedición comentó que un centro de estudios Hoffan era parecido al área 51. Son una raza industrializada que habita en el planeta Hoff y que conoce en cierta medida algo de medicina avanzada. Llevan toda la vida tratando de conseguir una medicina que les haga inmunes a los Espectros. En la última cosecha, se logró salvar mucha documentación que han ido guardando bajo tierra en lugares protegidos. Con cada recolecta de los Espectros muchos mueren pero se mantienen los estudios realizados para seguir avanzando. Han logrado crear una medicina que podría hacerles inmune pero están muy lejos aún de perfeccionarla. Con la llegada del grupo de Sheppard acompañados por Beckett, estos logran ayudarles con el tratamiento, realizando avances mucho mayores y logrando una vacuna que acaba matando cuando un Wraith trata de alimentarse de ellos. La inoculación del pueblo comienza sin tener en cuenta que hay que seguir haciendo pruebas. Se niegan a escuchar los consejos de Carson que ve cómo la población comienza a morir al ser inoculados. Solo una parte de la población (el 50%) acepta la vacuna mientras que mata al resto. Y aun así, sus dirigentes prefieren que los supervivientes sean inmunes a morir en manos de los Espectros cuando regresen.  Después de que todo el planeta votó por administrarse la droga sabiendo de su efecto, la expedición decidió retirarse, aunque no sin advertir a los Hoffans de que los Wraith no les permitirían vivir si descubrían lo de la vacuna. En la cuarta temporada se revela que la expedición tenía razón, ya que al regresar a Hoff descubren que los Wraith han aniquilado a toda la población, destruyendo toda la civilización Hoffana por resistírseles y no ser ya aptos para alimentarse de ellos. Una muestra de la vacuna cayó en manos del híbrido Michael, quien logró perfeccionarla.

### Jóvenes (Humanos de M7G-677)
Un planeta primitivo en el cual sus habitantes eran menores de 25 años, y al cumplir esta edad, se suicidaban ya que creían que eso lograba que los Espectros no volvieran. El Dr. McKay descubrió que un MPC alimentaba un escudo que los protegía. Después de tener problemas con un Wraight explorador, lograron convencerlos de que era innecesario suicidarse, y lograron parar los rituales. Son mencionados nuevamente en el episodio “Critical Mass”, cuando Atlantis envía científicos dirigidos por el Dr. Zelenka a su planeta debido a que tenían dificultades con su escudo.

### Manarians
Son los habitantes que dan refugio a los habitantes de Atlantis en su planeta, Manaran, cuando se aproxima una terrorífica tormenta. Dado que la ciudad sin escudo es débil, se decide evacuar a todo el mundo, incluida la gente del continente. Por ello Sheppard busca pueblos aliados para conseguir asilo durante un par de días.

### Olesia
Una civilización avanzada tecnológicamente con aviones de turbinas direccionales, computadores portátiles de pantalla interactiva y un método de fusión no radiable a base de un mineral propio de la isla del cual sería dada una muestra al equipo de Atlantis. Ellos dicen ser hospitalarios y civilizados. Sin embargo, su forma de castigar a sus más violentos criminales consistía en expulsarlos a una isla donde el Stargate se encuentra, así los Espectros se alimentaban de ellos y dejaban en paz al resto del planeta. Luego de que el equipo del Tt Coronel Sheppard es capturado por los prisioneros dan cuenta que los castigos aplicados a estos criminales eran injustos ya que en su mayoría habían cometido crímenes menores o eran acusados erróneamente, así poder alimentar a los Espectros. Los magistrados olesianos habían forjado un tratado con un Espectro en particular durante generaciones, el cual necesitaba una cantidad de humanos constante para su consumo. A cambio de eso dejaban al resto del planeta en paz. Pero luego Sheppard y la Dr Weir consiguieron ayudar a los prisioneros a escapar a través del Stargate, los Espectros atacaron la ciudad (“Condemned”).

### La gente de Orin
Orin es un viejo amigo de la familia de Teyla. Él y su familia viven en un planeta granjero que estaba de paso de una nave colmena de los Wraith que se dirigía a Atlantis. Teyla consiguió que Sheppard prometiera salvarlos de los Wraith, si tenían tiempo. Orin, su familia y algunos vecinos lograron escapar a Atlantis, pero el resto de la gente fue cosechada y su aldea fue brutalmente destruida (“Letters from Pegasus”).

### Gente de  Proculus
Una civilización pretecnológica, pacifista. Sus habitantes parecen vivir en un verdadero paraíso. Desconocen la enfermedad y la existencia de los Wraith y todo es debido a su religión. Adoran a Athar y a su sacerdotisa la cual, están convencidos interfiere para protegerles de todo mal. La sacerdotisa es en realidad una Antigua, llamada Chya, que lucha en su condición de ascendida en evitarles males. Siendo su presencia allí un castigo de los suyos por saltarse las reglas de los ascendidos en su día al interferir en asuntos de los seres corpóreos, fue confinada a ayudar solo a su gente.

### Satedans
Los Satedans poseen una civilización tecnológicamente parecida a la genii. Su gente era fuerte y peleó hasta el final al momento en que enfrentaron el destino de toda civilización avanzada en la Galaxia Pegaso donde fueron atacados y recolectados por la Nave Colmena Espectro y destruidos hace 7 años. Su ciudad principal cayó, pero alrededor de 300 personas lograron escapar hacia los refugios al oeste de su capital y luego se trasladaron a otros planetas como Ballkan y Manaria.

### Taranis
Una civilización de bajo nivel tecnológico que descubrió una base de los Antiguos (incluyendo una nave) en su planeta natal y lograron hacerla funcionar parcialmente. Cuando empezaron a tener problemas con su escudo, pidieron ayuda a Atlantis. El Dr. McKay descubrió que el problema era que había usado su escudo durante mucho tiempo a su máxima capacidad. La base era alimentada por energía geotermal de un volcán que se encontraba debajo de ellos y el sobre-uso lo había desestabilizado. Toda la población tuvo que ser evacuada porque el volcán estaba a punto de explotar, llevándose consigo la mitad del continente y saturando la atmósfera con gases venenosos y ceniza. Después de algunos problemas, la gente de Tarnis fue evacuada a Atlantis, y reubicada en un nuevo planeta, permitiendo que la expedición utilice la nave Antigua en gratitud. Por desgracia, apenas un año después, Michael descubrió el asentamiento y mató a sus habitantes, usando su fuerza vital para alimentar a los insectos Iratus con los que experimentaba.

## Razas Alienígenas

### Wraith
Los Wraith son unos alienígenas que se alimentan de la energía vital de los humanos mediante un agujero que tienen en sus manos. Son muy resistentes, sobre todo si acaban de comer. Poseen el don de la vida, al igual que absorben la energía de los humanos también pueden restaurarla otorgando el don de la vida eterna. También poseen dones regenerativos. Para matarlos hace falta un gran armamento. Pueden durar miles y miles de años sin morir. Suelen pasar largos periodos de tiempo en éxtasis, permitiendo a las razas humanas recuperarse a través de generaciones. El número de Wraith es muy elevado, por eso, si estuvieran todos despiertos al mismo tiempo, no habría humanos suficientes en la galaxia para abastecerlos y saciar su hambre, debido a ello todas las razas humanas se encuentran aterrorizadas por ellos.

### Seres de energía
Los seres que componen la niebla que cubre el planeta M5S-224 están compuestos esencialmente por energía. Cada vez que el Stargate es activado, miles de estos mueren ya que el Stargate del planeta fue diseñado para tomar la energía de la supuesta niebla y utilizar su energía para hacerlo funcionar. Por su naturaleza energética, y la cantidad de estos seres que existían, el Dr. McKay divisó un método para poder viajar a la tierra, pero esto provocaría la matanza de millones de estos aliens. Es por eso que estos seres pusieron al equipo en una “realidad fabricada”, en un intento desesperado por salvarse. Gracias a las habilidades diplomáticas de la Dr. Weir pudieron convencer a los aliens de dejarlos volver a Atlantis y que nunca amenazarían a estos seres.

### Asgard
Durante la guerra entre los Wraith y Antiguos, unos Asgard llegaron a la galaxia Pegasus y realizaron experimentos en humanos para revertir el deterioro causado por su tecnología de clonación, hasta que la inesperada derrota y partida de los Antiguos. En el primer combate perdieron sus naves intergalácticas y abandonaron su asentamiento, instalándose en un mundo de atmósfera tóxica donde podían vivir gracias a un respirador. Al final el medio ambiente se hizo inhabitable, obligándoles a salir al espacio. Difieren en filosofía con el Alto Consejo Asgard, pues para ellos el fin justifica los medios. Son de piel blanca y poseen diversos implantes cibernéticos (o al menos el líder, que es el que aparece en pantalla). Parecen ir en grupos de tres y visten unos trajes exomecánicos capaces de protegerles de un alto nivel de radiación. Estos trajes son de talla única, hasta los humanos los pueden usar, y cuentan con una pequeña pistola aturdidora (tal vez con capacidad letal). En la parte derecha y el antebrazo izquierdo tienen un generador de escudo a modo de pantalla redonda de color amarillo y un electrocampo de interferencia para escáneres. También tienen sistema de autodestrucción en caso de intentar abrir el traje por fuerza bruta. Sus naves son pequeñas, con escudos amarillos y ráfagas de energía. Por supuesto, esta definición se aplica solo a los Asgard que se encontraron en la galaxia Pegasus.

### Cristales
Son formas de energía que viven en el planeta M3X-387 dentro de cristales que crecen en los árboles tropicales del planeta, y son muy hostiles. Cuando Sheppard tocó uno, la energía se metió en su cuerpo sin saberlo y empezó a invadir los sueños de los componentes de la expedición Atlantis, convirtiéndolos en pesadillas donde se enfrentaban a sus peores miedos. Rodney Mackay descubrió que el punto débil de estas criaturas eran las descargas eléctricas, así que con ayuda de un desfibrilador lograron expulsar la energía de Sheppard y hacer que volviera al cristal. Después devolvieron el cristal al planeta.

## Sekkari
Son una especie humanoide autóctona de Pegaso. Poseen manos con cuatro dedos, son de piel brillante y evolucionaron durante millones de años, pero debido a un error o errores no explicados, hace decenas de miles de años se extinguieron, pero mandaron una serie de cápsulas con el conocimiento científico e histórico de su especie con productos químicos necesarios para crear y mantener vida. Ninguna señal subespacial de las 50 unidades enviadas llegó indicando éxito, pero hace 2000 años una de ellas aterrizó en el planeta donde se dirigió Atlantis. Tiempo después empezó a emitir un campo electromagnético, similar al del dispositivo espectro para alucinaciones, manipulando lo suficiente a cierto personal de Atlantis para que rescataran la cápsula. La forma espectral se lo agradeció a Atlantis con algún que otro favor y revelando la forma real de los Sekkari.

## Cyberalien
No son propios del universo de Stargate Atlantis, sino de un universo paralelo al que el equipo de Sheppard saltó al descubrir la aparición del Daedalus en órbita. El Daedalus que no albergaba nada de vida, apareció de la nada, y en seguida se dieron cuenta de que no era su Daedalus el cual se encontraba de camino a la tierra en ese mismo momento. El Daedalus poseía una tecnología desarrollada por el Dr. Mackay de un universo paralelo que permitía saltar a otro universo, pero al estar averiado no hacía más que saltar y saltar sin posibilidad de reparación. En el primer salto descubrieron a esta nave de Cyberaliens que estaba atacando Atlantis con un tipo de descarga en forma de ráfagas verdes, contaba con naves cazas de 4 tripulantes, cada una con un cuerpo de asalto. Estos cyberaliens son de aspecto fornido y con implantes subcutáneos como 3 luces rojas al lado izquierdo de la cabeza, muy resistentes a las armas de energía y a los proyectiles terrestres. Tal vez sean el enemigo habitual en ese universo en lugar de los Wraith, pero quizás también sea una raza avanzada en el universo habitual de Atlantis, aún desconocida.
- Datos: Q6100917